# 卑詩省地理

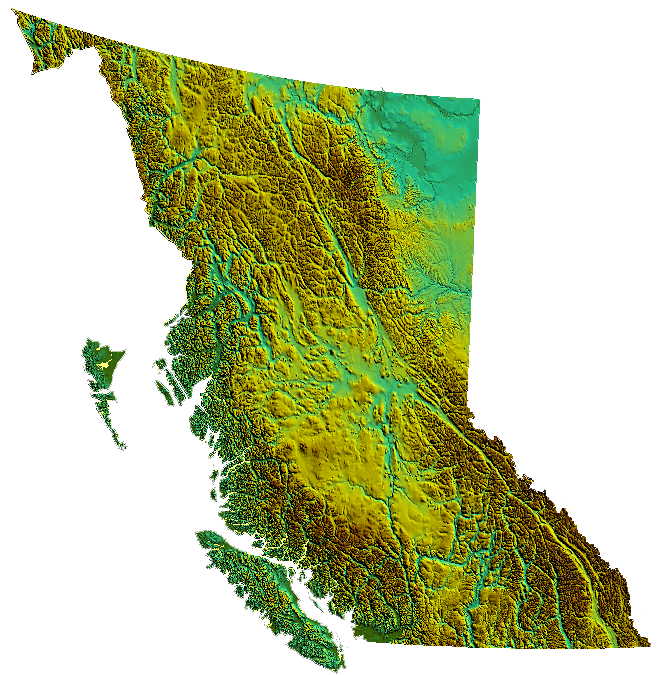
卑詩省地形圖

卑詩省西鄰太平洋，西北與美國阿拉斯加接壤，北邊則是育空地區和西北地区，東邊為亞伯達省，南面為美國華盛頓州、愛達荷州和蒙大拿州 。現在卑詩省南面的美加邊界，是根據1846年奧勒岡條約劃訂的。卑詩省的土地面積944,735平方公里，大約是法國、德國和荷蘭的總和。卑詩省的蜿蜒曲折的海岸線長約27,000公里，海島眾多（約6000個），大部分為無人島，最大島是溫哥華島，各島由渡輪連接（BC Ferry （页面存档备份，存于）），卑詩省超過一半的面積是山地。

## 地貌
全省有百分之七十的面積是山區（海拔1,000公尺以上），主要是海岸山脈與落磯山脈，百分之六十是森林，只有百分之五是可耕地。所以卑詩省以伐木業和觀光業為主。

## 气候

不列颠哥伦比亚省的气候类型分布情况

由於不列颠哥伦比亚省西南部為温带海洋性气候，所以南部山谷也盛產水果和葡萄酒，尤其是以Okanagan地區的葡萄酒和蘋果酒最有名。在濱海，溫哥華島及其餘海岸，是溫帶雨林氣候。由於山脈阻擋，除內陸山區較冷，整體平均溫度比加拿大平均溫度高出許多。而该省北部地区为亚寒带针叶林气候。
该省最高气温纪录是2021年6月29日在利顿测得的49.6 °C（121.3 °F），而最低气温纪录则是史密斯河村于1947年1月31日测得的−58.9 °C（−74.0 °F）。

## 人口
卑詩省的省會是維多利亞，位於溫哥華島的東南端。溫哥華位處省内西南部低陸平原地區（Lower Mainland），是卑詩省人口最多的城市，亦是加拿大第三大的都會區。省内其他主要城市包括位於低陸平原的素里（Surrey）、本那比（Burnaby）、華人重鎮列治文（人口約60%為亞裔移民） 和新西敏市（New Westminster）；菲沙河谷（Fraser Valley）内的亞博斯福和蘭里區（Langley）；以及内陸的基隆拿（Kelowna）和甘露（Kamloops）。 喬治王子城（Prince George）是卑詩省北部最大的城市，也是16號公路和97號公路的交會點。